# Помози ми
Помози ми је пети студијски албум српске фолк певачице Наде Топчагић, издат 1983. године за ПГП РТБ. На овом албуму су такође радили Предраг Вуковић Вукас, Новица Урошевић и Драган Александрић, а текстове за неколико песама написала је Славица Вуковић.

## Списак песама
| №   | Назив                      | Трајање |  |
| 1.  | Ако се будемо волели       | 4:25    |  |
| 2.  | Помози ми                  | 3:22    |  |
| 3.  | Твоме оцу ја ћу бити снаја | 2:54    |  |
| 4.  | Узми своје ствари          | 4:10    |  |
| 5.  | Додирни ме                 | 3:55    |  |
| 6.  | Опет се заљубљујем у тебе  | 3:25    |  |
| 7.  | Сукњица од цица            | 3:36    |  |
| 8.  | Одлучи се                  | 4:10    |  |
| 9.  | Укради ме, укради          | 3:10    |  |
| 10. | Ко ти срцу откуцаје броји  | 4:20    |  |